# القرن 5 ق م
قرن 5 ق م هي الفترة الممتدة منذ سنة 500 ق م، وحتى سنة 401 ق م.
هذا القرن هو بِداية فترة التألقِ الفلسفيِ بين الحضاراتِ الغربيةِ، خصوصاً الحضارة اليونانية، التي تستمر بالتألق حتى مجئ إسكندر الأكبر، الفلسفة اليونانية القدِيمَةِ تطورت أثناء القرن الخامسِ قبل الميلاد، وأصبحت أساس الأيديولوجية الغربية. في أثينا وفي أماكن أخرى في مناطق البحر الأبيض المتوسط، القرن الخامس قبل الميلاد تطورت النظم السياسية، فَنّ، هندسة معمارية، والأدب.
في هذا العصر تصل الحروب اليونانية الفارسية إلى أوجها، حيث يقود الملك الأخميني داريوس الاول هجوم فارسي في محاولة للإستيلاء على بلاد اليونان ويحاول في البداية أن يستولى على مدينة أثينا وذلك في معركة ماراثون، إلا أنه بعد تلك المحاولة يفشل في الإستيلاء على اليونان وتبقى عصية على الفرس وتلك كانت بداية الانتصارات اليونانية ضد الفرس، وبعد 10 سنوات يحاول مرة أخرى ابن داريوس خشايارشا الأول الإستيلاء إلا أنه فشل أيضاً وتكبد خسائر أكثر، وبعد ذلك خاض الإغريق حروب أهلية فيما بينهم وكانت المعارك بين إسبرطة وأثينا وأنتهت المعارك بانتصار إسبرطة.

## الأحداث
- ديموطيقية تصبح الخط المستعمل في مصر القديمة.
- 499 ق م أريسطاغوراس يقود الثورة الأيونية ضد الأخمينيين إلا أنها تفشل.
- 496 ق م ولادة سوفوكليس.
- 493 ق م بناء مدينة بيرايوس المرفأ الرئيسي أثينا.
- 490 ق م اندلاع معركة ماراثون بين الفرس واليونانيين والفرس يفشلون في الإستيلاء على أثينا وليونيداس يقود النصر.
- 487 ق م مصر تثور ضد حكم الفرس.
- 486 ق م بناء أول جزء من القناة الصينية الكبرى.
- 485 ق م خشايارشا الأول يخلف داريوس الاول في حكم الإمبراطورية الفارسية الأخمينية.
- 484 ق م خشايارشا الأول يزيل تمثال مردوخ الذهبي من برج بابل.
- 484 ق م الفرس يستيعدون السيطرة على مصر.
- 483 ق م وفاة بوذا.
- 483 ق م خشايارشا الأول يبدأ بالتخطيط لحملة فارسية أخرى لاحتلال اليونان.
- 480 ق م الفرس الأخمينيين ينجحون في الإستيلاء على بضعة أراضي في اليونان إلا أنهم يفشلون في الإستيلاء على أراضي أخرى.
- 480 ق م حرب صقلية الأولى تنتهي بهزيمة القرطاجيين على يد السيراقوسيين.
- 480 ق م القوات الرومانية توجه أنظارها نحو فيي.
- 479 ق م انتصار اليونانيين على الفرس الأخمينيين في معركة بلاتيا لتنتهي حروب اليونانية الفارسية.
- 469 ق م ولادة الفيلسوف اليوناني سقراط في أثينا.
- 468 ق م الرومان يحتلون مدينة أنسيو.
- 466 ق م الاتحاد الديلي يهزم الفرس في معركة يوريميدون.
- 465 ق م الملك الفارسي الأخميني خشايارشا الأول يقتل من قبل أرطابنوس ويخلفه في الحكم إبنه أرتحششتا الأول.
- 464 ق م زلزال يضرب اليونان يؤدي إلى اندلاع الحرب البيلوبونيسية.
- 460 ق م مصر تثور مرة أخرى ضد الحكم الفرس، والأثينيين يقودون قواتهم إلى قبرص لدعم الثورة هناك ضد الفرس ايضاً.
- 459 ق م دوستيوس يدمر مدينة مورجانتينا الصقلية.
- 459 ق م عزرا يقود مجموعة يهودية ثانية من بابل إلى أورشليم.
- 457 ق م أرتحششتا الأول يوافق على إعادة بناء مدينة أورشليم.
- 450 ق م أثينا وإسبرطة توقفان الحرب. وأثينا تستنجد بإسبرطة لمواجهة المد الفارسي.
- 450 ق م معركة سالاميس اليونانيون ينجحون في إيقاف المد الفارسي.
- 449 ق م إتفاقية كالاس تضع حد للحروب بين الفرس واليونان.
- 449 ق م الرومان يثورون ضد حكم العشرة رجال.
- 449 ق م هيرودوت يكمل تدوينه لأحداث حروب الفارسية اليونانية.
- 447 ق م الأثينيون يبدئون ببناء معبد بارثينون.
- 443 ق م الإغريق يؤسسون مستعمرة ثوري في جنوب إيطاليا.
- 440 ق م مجاعة تضرب روما.
- 440 ق م ديموقريطوس يكتشف الذرات.
- 439 ق م لوشيوس كوينكتيوس سنسيناتوس يصبح دكتاتور روما بعد أن هزم الفولسكيين.
- 438 ق م انتهاء بناء معبد بارثينون.
- 435 ق م تمثال زوس أحد عجائب عجائب الدنيا السبع القديمة ينتهي فيدياس من نحته.
- 432 ق م أثينا تهزم كورنثوس في معركة بوتيديا.
- 428 ق م السامنيت يستولون على مدينة كوماي الإغريقية في جنوب غرب شبه الجزيرة الإيطالية.
- 428 ق م ولادة الفيلسوف اليوناني أفلاطون.
- 421 ق م معاهدة نيقية توقف الحروب بين أثينا وإسبرطة.
- 412 ق م أثينا تبدأ بإستنجاد التحالف مع سيراقوسة في صقلية المد الإسبرطي وإسبرطة ترد على أثينا بالتحالف مع الإمبراطورية الأخمينية في حملتها لاحتلال الجزر الأيونية.
- 409 ق م القرطاجيون يحتلون صقلية.
- 405 ق م ديونيسيوس الأول حاكم سرقوسة يعقد إتفاقية سلام مع القرطاجيين.
- 405 ق م-404 ق م بوسيناس يقود حصار ضد أثينا وأثينا تعلم الإستسلام لإسبرطة وانتهاء الحرب البيلوبونيسية بعد أن كسرت إتفاقية السلام.
- 401 ق م قورش الأصغر يقود ثورة ضد ملك فارس أرتحششتا الثاني إلا أنها تفشل.
- 400 ق م القرطاجيون يتمكنون من احتلال مالطا.
- 400 ق م انتهاء فترة جومون في اليابان.

## شخصيات مهمة من القرن 5 ق م

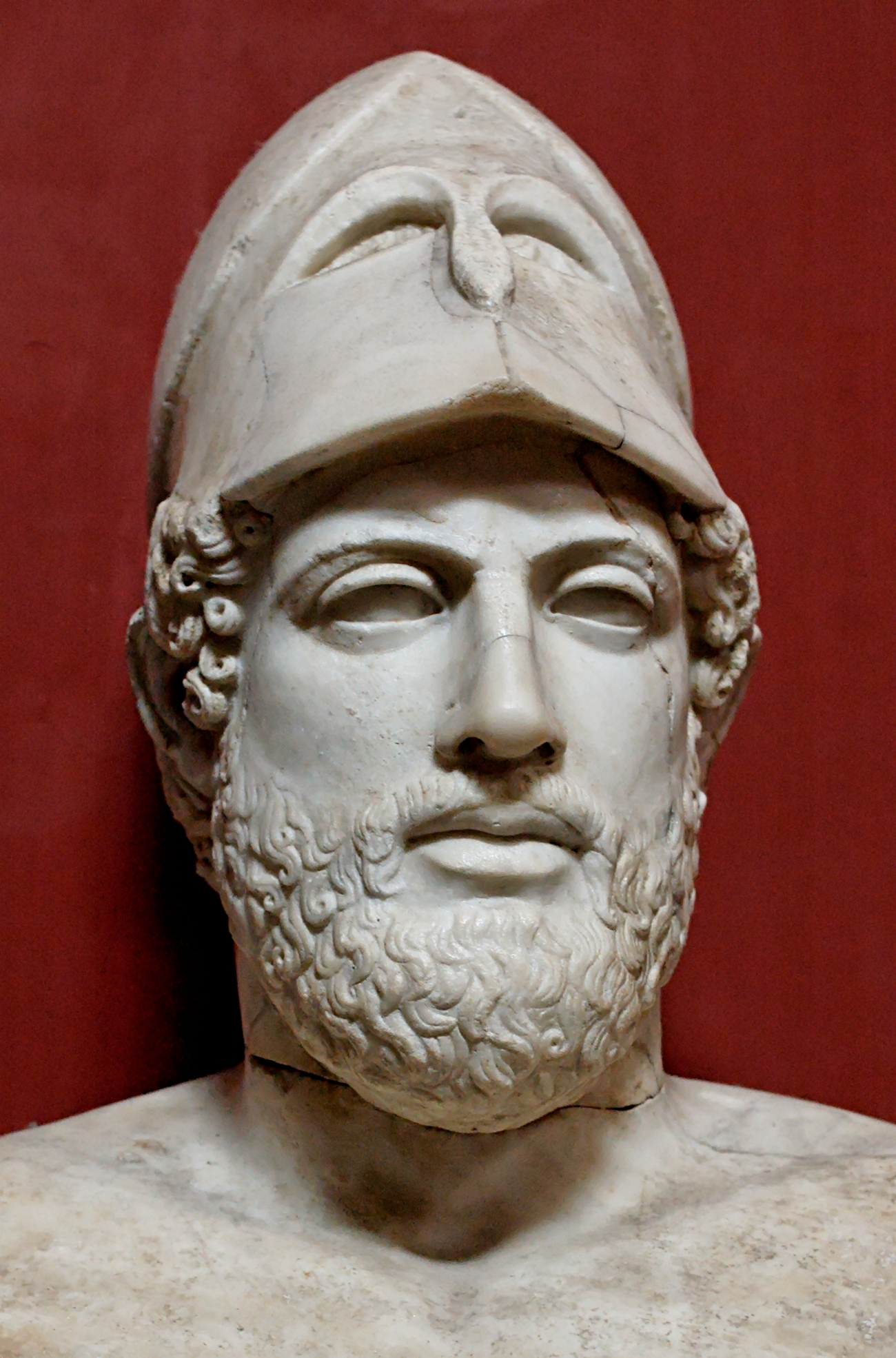
بريكليس

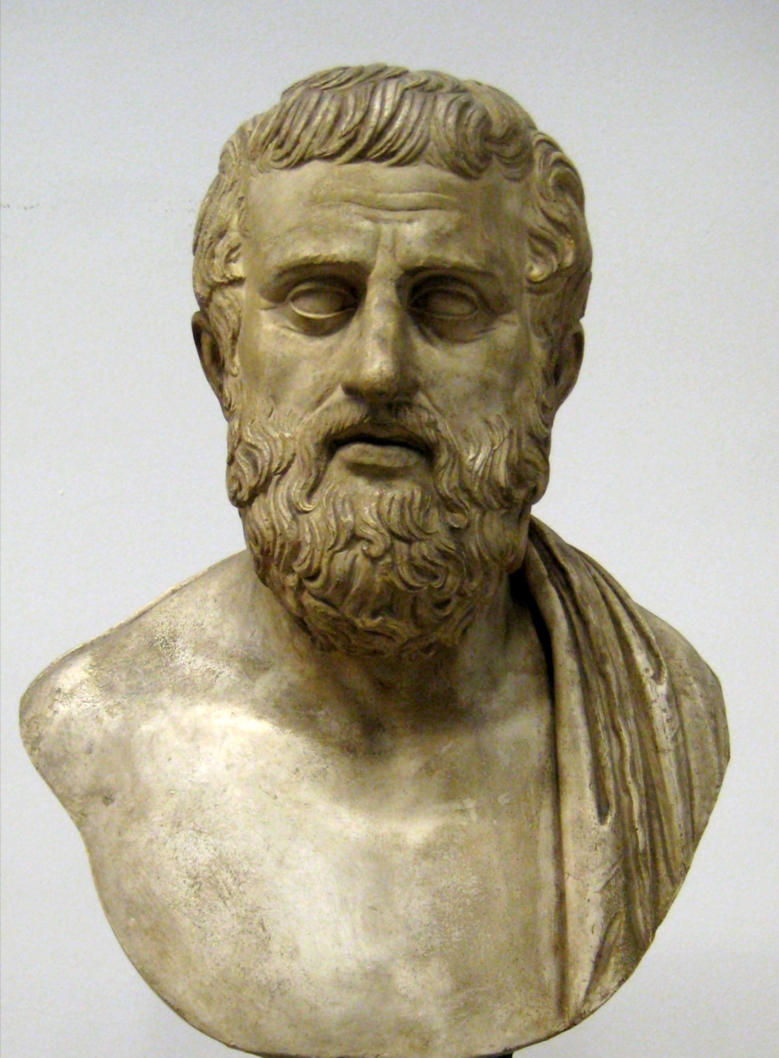
سوفوكليس

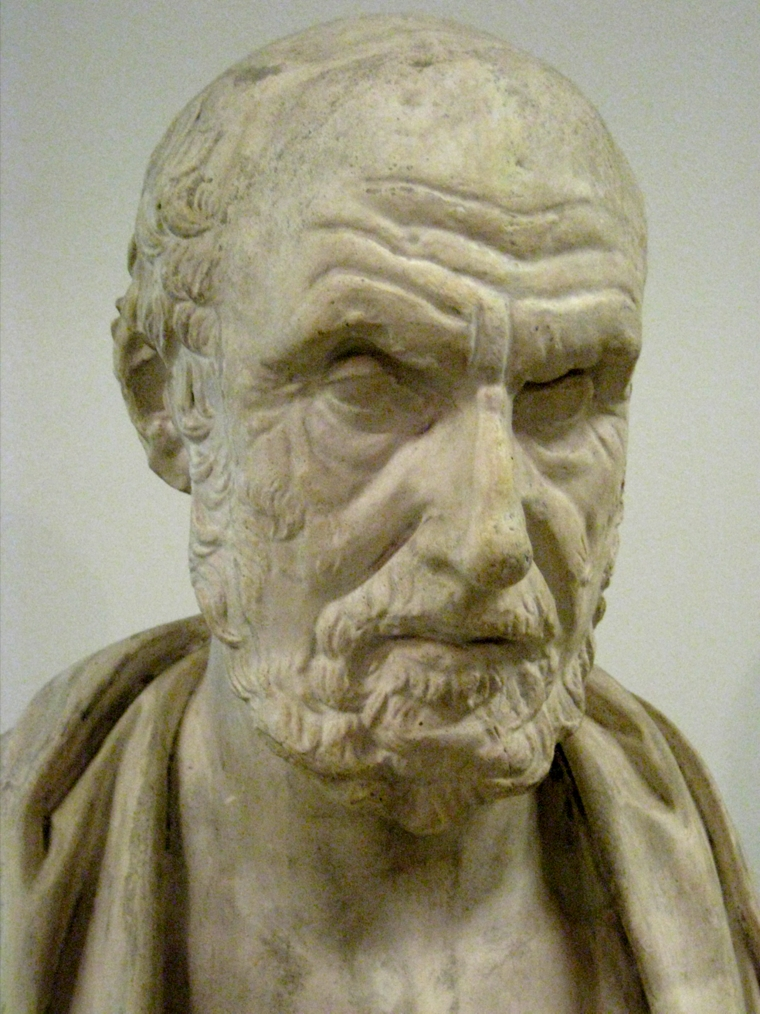
أبقراط

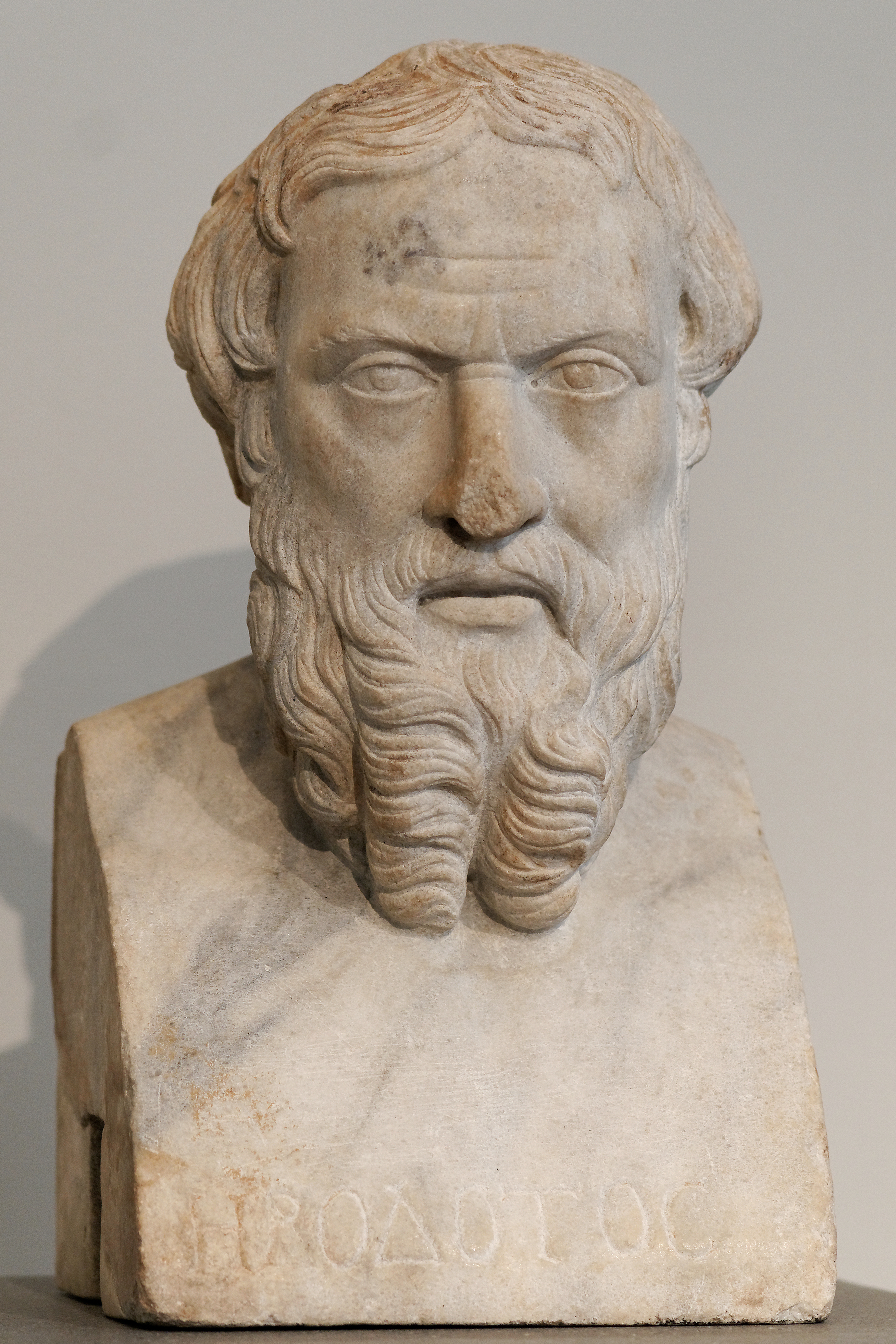
هيرودوت

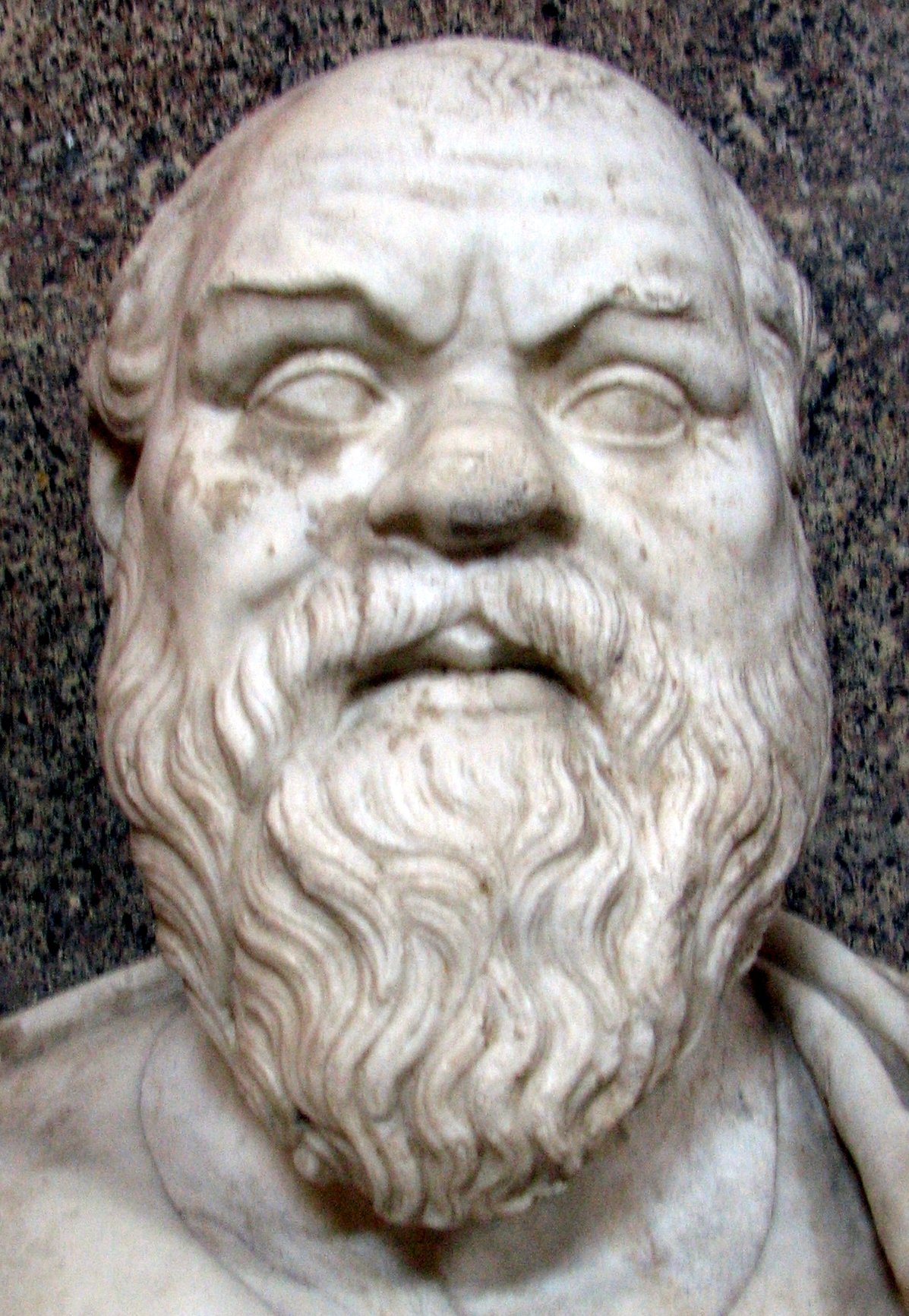
سقراط

- ألكيبيادس جنرال أثيني.
- الإسكندر الأول المقدوني.
- أريستيدس.
- أرتحششتا الثاني ملك فارس.
- أسبازيا أميرة أثنية.
- براسيداس جنرال إسبرطي.
- ماركوس فوريوس كاميلوس.
- كيمون.
- كليون (سياسي).
- كوريولانوس.
- داريوس الثاني ملك فارس.
- ديونيسيوس الأول حاكم سرقوسة.
- ليونيداس ملك إسبرطة.
- ملتيادس جنرال أثني.
- باوسانياس (وصي).
- خشايارشا الأول
- ثيميستوكليس جنرال أثني.

### شخصيات فنية
- هيبوداموس نحات يوناني.
- إكتينوس نحات يوناني.
- فيدياس نحات يوناني.
- بوليغنوتوس رسام يوناني.
- بوليكليتوس نحات يوناني.
- مايرون (نحات).
- زيوكس رسام يوناني.

### شخصيات أدبية
- إسخيلوس كاتب مسرحي يوناني.
- أريستوفان كاتب مسرحي يوناني.
- يوربيديس كاتب مسرحي يوناني.
- إيسقراط خطيب يوناني.
- بندار شاعر يوناني.
- سيمونيدس منشد يوناني.
- سوفوكليس كاتب مسرحي يوناني.

### شخصيات في العلم والفلسفة
- أناكساغوراس فيلسوف يوناني.
- غورجياس سفسطائي و فيلسوف وبليغ يوناني.
- إيمبيدوكليس فيلسوف يوناني.
- أودوخوس رياضياتي ومنجم يوناني.
- هرقليطس فيلسوف يوناني.
- هيرودوت مؤرخ يوناني.
- هيبياس سفسطائي يوناني.
- أبقراط طبيب يوناني.
- موزي فيلسوف صيني.
- بانيني لغوي هندي.
- بارمنيدس فيلسوف يوناني.
- بروتاغوراس فيلسوف يوناني.
- سقراط فيلسوف يوناني.
- ثوسيديديس مؤرخ يوناني.
- زينون الإيلي فيلسوف يوناني
- كاليداسا شاعر ومسرحي هندي